# 内蒙古自治区监察委员会
内蒙古自治区监察委员会，简称内蒙古自治区监委，是中华人民共和国内蒙古自治区的省级地方国家监察机关，与中国共产党内蒙古自治区纪律检查委员会合署办公。